# محاصره دمشق (۶۳۴)
فتح شام توسط مسلمانان در اوایل قرن هفتم میلادی اتفاق افتاد. بلاد شام جزئی از سوریه امروزی است.
سپاه مسلمانان قبل از مرگ پیامبر اسلام در سال ۶۳۲، با غزوه موته در سال ۶۲۹ میلادی در مزرهای جنوبی شام مستقر شده بودند. اما تصرف شام در سال ۶۳۴ در زمان جانشینان وی خلفای راشدین ابوبکر و عمر بن خطاب با فرماندهی خالد بن ولید به عنوان مهمترین فرمانده لشکر آنها اتقاق افتاد.

## سوریه بیزانسی
سوریه هفت قرن قبل از حمله اعراب مسلمان، زیر تسلط رومی‌ها بود، و چندین بار در قرن پنجم و ششم و هفتم به تصرف امپراتوری ساسانی درآمده بود.